# 웨스틀랜드 타이 포우티니 국립공원

웨스틀랜드 국립공원의 위치

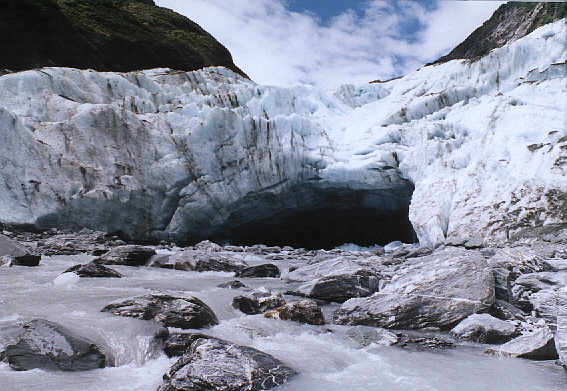
팍스 빙하

웨스틀랜드 타이 포우티니 국립공원(Westland Tai Poutini National Park) 또는 간단히 줄여서 웨스틀랜드 국립공원이라고 하며, 뉴질랜드 남섬의 서해안에 위치한 국립공원이다. 마오리어로는 웨스틀랜드 대신에 ‘타이 포우티니’(Tai Poutini)라고 하며, 웨스틀랜드에 유럽정착민이 정착을 한지 100년만인 1960년에 국립공원으로 지정되었다. 웨스틀랜드 국립공원은 1,175 km2 면적에 남알프스 최고봉에서부터 야생의 먼 해안선까지 확장된다.

## 개요
이 국립공원 안에는 빙하와 그림같은 호수 그리고 짙은 녹음의 우림이 있고, 옛 채금 광산 타운이 해안선을 따라 자리잡고 있다. 프란츠 요제프 빙하와 폭스 빙하는 웨스틀랜드 국립공원 내에 있는 인기 있는 관광목적지이다. 이 공원에서는 붉은 사슴과 염소종인 샤므(Chamois)와 그리고 산양인 타알(Tahr) 등을 사냥할 수 있고, 헬기가 이 울퉁불퉁한 산악 지대를 접근할 수 있도록 도와준다. 가장 인기 있는 코플랜드 트랙(Copland Track)은 카랑가루아 강(Karangarua River) 다리에서 위로 올라간다. 그 등반로를 따로 보이는 그림 같은 산악 풍경을 따라서 웰컴 플랫 헛(Welcome Flat Hut)에 다다르면, 온천이 있다.
2010년에는 4,400 헥타아르가 공원으로 추가되었고, 오카리토 석호(Okarito Lagoon)의 동쪽에 있는 주요 지대의 공원 부의 여기저기 흩어진 지역까지 추가 되었다.

## 같이 보기
- 뉴질랜드의 국립공원
- 뉴질랜드의 빙하

## 갤러리

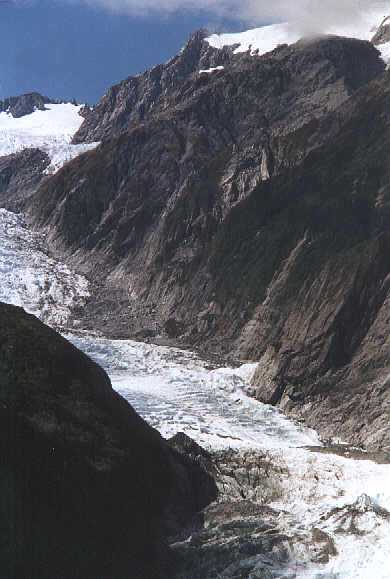
프란츠 요제프 빙하